# Oued Taga
Oued Taga (ⵉⵖⵣⵔ ⵏ ⵜⴰⴳⵯⴰ en chaoui), anciennement Bouhmar, est une commune de la wilaya de Batna en Algérie, elle se situe à 32 km de l’est de Batna, et à 42 km de Teniet El Abed.

## Géographie

### Situation
La commune d'Oued Taga est située à l'est de la wilaya de Batna.
| Tazoult         | Ouyoun El Assafir     | Timgad    |
| Tazoult         | Oued Taga             | Foum Toub |
| Larbaâ, Bouzina | Teniet El Abed, Arris | Arris     |

### Localités de la commune
La commune d'Oued Taga est composée de 17 localités :
- Affane (ⴰⴼⴼⴰⵏ)
- Ahras Takasrit
- Aïn Chair
- Baiou (ⴱⴰⵢⵓ)
- Bouhmar
- Bouziza (ⴱⵄⵣⵉⵣⴰ)
- Draa Aïssi
- El Hamza
- Guelmamène (ⵉⴳⵍⵎⴰⵎⵏ)
- Kachou (ⴽⴰⵛⵓ)
- Khenguet Rouag
- Madjeba Ali Gader
- Merfeg
- Ouled Bedaa (ⴰⵢⵜ ⴱⴷⴷⴰ)
- Tidjedai (ⵜⵉⵊⴷⴰⵢ)
- Tiguiguent (ⵜⵉⴳⵉⴳⵏⵜ)
- Zana El Malou

## Histoire
Par l’arrêté du 12 janvier 1957 la commune de Oued Taga a été créée.

## Toponymie
Oued Taga, anciennement Bouhmar un nom qui signifie selon certaines versions : Bouha ou Ammar (Bouha ben Ammar) deux noms propres qui ont pris la forme de Bouhmar avec le temps.
Oued Taga, le nom actuel est composé de Oued, un mot arabe qui veut dire « cours d'eau », et du mot en chaoui Thaqa qui s'est transformé en Taga, qui veut dire genèvrier (et non pas  sapin) un arbre répandu dans la région.

## Démographie

### Populations
La population de la commune est divisée en quatre agglomérations secondaires et plus de 20 déchras et l’agglomération chef lieu qui comprend 7 000 habitants.

### Évolution démographique
| 1966   | 1977   | 1984   | 1998   | 2008   |
| ------ | ------ | ------ | ------ | ------ |
| 10 805 | 12 687 | 16 000 | 16 154 | 18 116 |